# Bill Lienhard
William Barner Lienhard, detto Bill (Slaton, 14 gennaio 1930 – Lawrence, 8 febbraio 2022), è stato un cestista statunitense, attivo nella NCAA.

## Carriera
Con gli Stati Uniti ha disputato i Giochi olimpici di Helsinki 1952.

## Palmarès
- Campione NCAA (1952)